# Sericomyia bifasciata
Sericomyia bifasciata är en tvåvingeart som beskrevs av Samuel Wendell Williston  1887. Sericomyia bifasciata ingår i släktet torvblomflugor, och familjen blomflugor. Inga underarter finns listade i Catalogue of Life.